# Persone di nome Anita
| Questa pagina contiene informazioni ricavate automaticamente dalle voci biografiche con l'ausilio del template Bio e di un bot. L'aggiornamento è periodico e automatico e ricostruisce completamente la pagina. Se manca una persona in questa lista, sei pregato di non aggiungerla, ma accertati piuttosto che la sua voce biografica contenga il template Bio e che i dati anagrafici siano correttamente compilati. Se il template Bio manca, inseriscilo tu stesso o, in alternativa, metti l'avviso {{tmp\|Bio}} che ne segnala la mancanza. Se i dati riportati sono sbagliati, correggi direttamente la voce biografica; le modifiche saranno visibili in questa lista entro pochi giorni. Per chiarimenti vedi il progetto antroponimi. La lista contiene solo le 132 persone che sono citate nell'enciclopedia e per le quali è stato implementato correttamente il template Bio. Pagina aggiornata al 6 ago 2025. |

Questa è una lista di persone presenti nell'enciclopedia che hanno il nome Anita, suddivise per attività principale.

## Antropologhe(1)
- Anita Seppilli, antropologa e filologa classica italiana (Fiume, n. 1902 - Perugia, † 1992)

## Attiviste(1)
- Anita Augspurg, attivista tedesca (Verden, n. 1857 - Zurigo, † 1943)

## Attrici(31)
- Anita Barone, attrice statunitense (Saint Louis, n. 1964)
- Anita Bartolucci, attrice e doppiatrice italiana (Fano, n. 1949)
- Anita Björk, attrice svedese (Tällberg, n. 1923 - Stoccolma, † 2012)
- Anita Briem, attrice islandese (Reykjavík, n. 1982)
- Anita Caprioli, attrice italiana (Vercelli, n. 1973)
- Anita Louise Combe, attrice, cantante e ballerina australiana (Adelaide)
- Anita Dobson, attrice inglese (Londra, n. 1949)
- Anita Durante, attrice italiana (Roma, n. 1897 - Roma, † 1994)
- Anita Farra, attrice e sceneggiatrice italiana (Venezia, n. 1905 - Madrid, † 1979)
- Anita Garvin, attrice statunitense (New York, n. 1907 - Los Angeles, † 1994)
- Anita Gillette, attrice statunitense (Baltimora, n. 1936)
- Anita Harris, attrice e cantante inglese (Midsomer Norton, n. 1942)
- Anita Hendrie, attrice statunitense (Filadelfia, n. 1864 - New York, † 1940)
- Anita Höfer, attrice e doppiatrice tedesca (Stoccarda, n. 1944)
- Anita King, attrice statunitense (Michigan City, n. 1884 - Hollywood, † 1963)
- Anita Kravos, attrice italiana (Trieste, n. 1974)
- Anita Laurenzi, attrice italiana (Roma, n. 1932 - Roma, † 1998)
- Anita Lindblom, attrice svedese (Gävle, n. 1937 - Mandelieu-la-Napoule, † 2020)
- Anita Lochner, attrice e doppiatrice tedesca (Francoforte sul Meno, n. 1950)
- Anita Louise, attrice statunitense (New York City, n. 1915 - Los Angeles, † 1970)
- Annet Mahendru, attrice statunitense (Kabul, n. 1989)
- Anita Morris, attrice e cantante statunitense (Durham, n. 1943 - Los Angeles, † 1994)
- Anita Page, attrice statunitense (New York, n. 1910 - Los Angeles, † 2008)
- Anita Reeves, attrice irlandese (Dublino, n. 1948 - Dublino, † 2016)
- Anita Sanders, attrice e modella svedese (n. 1942 - † 2023)
- Anita Stewart, attrice statunitense (Brooklyn, n. 1895 - Los Angeles, † 1961)
- Anita Strindberg, attrice svedese (Stoccolma, n. 1937)
- Anita Todesco, attrice italiana (Prato, n. 1932 - Prato, † 2015)
- Anita Yuen, attrice, modella e doppiatrice cinese (Hong Kong, n. 1971)
- Anita Zagaria, attrice italiana (Napoli, n. 1954)
- Ana del Rey, attrice, cantante e ballerina spagnola (Alicante, n. 1985)

## Attrici pornografiche(3)
- Anita Blond, ex attrice pornografica ungherese (Budapest, n. 1976)
- Anita Dark, ex attrice pornografica ungherese (Budapest, n. 1975)
- Anita Rinaldi, attrice pornografica ungherese (Dunaújváros, n. 1974)

## Avvocate(1)
- Anita Hill, avvocata e docente statunitense (Lone Tree, n. 1956)

## Bibliotecarie(1)
- Anita Mondolfo, bibliotecaria e paleografa italiana (Senigallia, n. 1886 - Senigallia, † 1977)

## Biologhe(1)
- Anita Roberts, biologa statunitense (Pittsburgh, n. 1942 - † 2006)

## Calciatrici(4)
- Anita Asante, ex calciatrice inglese (Londra, n. 1985)
- Anita Carrozzi, calciatrice italiana (L'Aquila, n. 1985)
- Anita Pádár, ex calciatrice e ex giocatrice di calcio a 5 ungherese (Karcag, n. 1979)
- Anita Rapp, ex calciatrice norvegese (Lillehammer, n. 1977)

## Cantanti(17)
- Anita Baker, cantante statunitense (Toledo, n. 1958)
- Anita Bryant, cantante e attivista statunitense (Barnsdall, n. 1940 - Edmond, † 2024)
- Anita Campagnolo, cantante italiana (Cittadella, n. 1965)
- Anita Carter, cantante statunitense (Maces Spring, n. 1933 - Goodlettsville, † 1999)
- Anita Doth, cantante olandese (Amsterdam, n. 1971)
- Anita Hegerland, cantante norvegese (Sandefjord, n. 1961)
- Anita Lane, cantante e paroliera australiana (Melbourne, n. 1960 - † 2021)
- Anita Lipnicka, cantante e cantautrice polacca (Piotrków Trybunalski, n. 1975)
- Anita Mui, cantante e attrice cinese (Hong Kong, n. 1963 - Hong Kong, † 2003)
- Nannarella, cantante italiana (Roma, n. 1946)
- Anita O'Day, cantante statunitense (Chicago, n. 1919 - Los Angeles, † 2006)
- Anita Simoncini, cantante sammarinese (Montegiardino, n. 1999)
- Anita Skorgan, cantante norvegese (Oslo, n. 1958)
- Anita Sol, cantante italiana (Taranto, n. 1932)
- Anita Thallaug, cantante e attrice norvegese (Bærum, n. 1938 - † 2023)
- Anita Traversi, cantante svizzera (Giubiasco, n. 1937 - Bellinzona, † 1991)
- Anita Ward, cantante statunitense (Memphis, n. 1956)

## Cantautrici(2)
- Anita Cochran, cantautrice, produttrice discografica e chitarrista statunitense (South Lyon, n. 1967)
- Anita Pointer, cantautrice statunitense (Oakland, n. 1948 - Los Angeles, † 2022)

## Cestiste(9)
- Anita Curtis, ex cestista inglese (Royston, n. 1957)
- Anita Falcidieno, cestista italiana (Genova, n. 1916 - † 2007)
- Anita Kaplan, ex cestista statunitense (n. 1973)
- Anita Mikāle, ex cestista lettone (Riga, n. 1980)
- Anita Olęcka, ex cestista polacca (Kutno, n. 1967)
- Anita Palmer, ex cestista e allenatrice di pallacanestro statunitense (Madison, n. 1947)
- Anita Pountain, ex cestista olandese (L'Aia, n. 1960)
- Anita Rátvay, ex cestista ungherese (Baja, n. 1966)
- Anita Teilāne, ex cestista lettone (Riga, n. 1985)

## Danzatrici(1)
- Anita Berber, ballerina, attrice e scrittrice tedesca (Lipsia, n. 1899 - Berlino, † 1928)

## Dirigenti sportive(1)
- Anita DeFrantz, dirigente sportiva e ex canottiera statunitense (Filadelfia, n. 1952)

## Discobole(1)
- Anita Hentschel, discobola tedesca (Löbnitz, n. 1942 - † 2019)

## Esploratrici(1)
- Anita Conti, esploratrice e fotografa francese (Ermont, n. 1899 - Douarnenez, † 1997)

## Fondiste(2)
- Anita Moen, ex fondista norvegese (Elverum, n. 1967)
- Anita Parmesani, fondista italiana (Canazei, n. 1933 - Catania, † 2015)

## Ginnaste(2)
- Anita Bärwirth, ginnasta tedesca (Kiel, n. 1918 - Buenos Aires, † 1994)
- Anita Simonis, ginnasta statunitense (New York, n. 1926 - Raleigh, † 2011)

## Hockeiste su ghiaccio(1)
- Anita Muraro, hockeista su ghiaccio italiana (Thiene, n. 2000)

## Informatiche(1)
- Anita Borg, informatica statunitense (Washington, n. 1949 - Sonoma, † 2003)

## Magistrate(1)
- Anita Ušacka, magistrata lettone (n. 1952)

## Martelliste(1)
- Anita Włodarczyk, martellista polacca (Rawicz, n. 1985)

## Mezzofondiste(2)
- Anita Poma, mezzofondista peruviana (n. 2004)
- Anita Weyermann, ex mezzofondista svizzera (Wynigen, n. 1977)

## Mezzosoprani(1)
- Anita Rachvelishvili, mezzosoprano georgiano (Tbilisi, n. 1984)

## Modelle(4)
- Anita Buri, modella svizzera (Münsterlingen, n. 1978)
- Anita Colby, modella e attrice statunitense (Washington, n. 1914 - Oyster Bay, † 1992)
- Anita Pallenberg, modella, attrice e stilista italiana (Roma, n. 1942 - Chichester, † 2017)
- Anita Uwagbale, modella nigeriana (Stato di Edo, n. 1976)

## Neurologhe(1)
- Anita Harding, neurologa irlandese (n. 1952 - † 1995)

## Nuotatrici(4)
- Anita Alvarez, sincronetta statunitense (Amherst, n. 1996)
- Anita Bottazzo, nuotatrice italiana (Oderzo, n. 2003)
- Anita Hellström, ex nuotatrice svedese (Söderhamn, n. 1940)
- Anita Lonsbrough, ex nuotatrice britannica (Huddersfield, n. 1941)

## Ostacoliste(1)
- Anita Protti, ex ostacolista e velocista svizzera (Losanna, n. 1964)

## Pallamaniste(2)
- Anita Görbicz, ex pallamanista ungherese (Veszprém, n. 1983)
- Anita Kulcsár, pallamanista ungherese (Szerencs, n. 1976 - Velence, † 2005)

## Pesiste(1)
- Anita Márton, pesista e discobola ungherese (Seghedino, n. 1989)

## Pistard(1)
- Anita Stenberg, pistard norvegese (Drammen, n. 1992)

## Pittrici(2)
- Anita Malfatti, pittrice brasiliana (San Paolo, n. 1889 - San Paolo, † 1964)
- Anita Rée, pittrice tedesca (Amburgo, n. 1885 - Kampen, † 1933)

## Politiche(3)
- Anita Di Giuseppe, politica italiana (Roseto degli Abruzzi, n. 1953)
- Anita Dunn, politica e funzionaria statunitense (n. 1958)
- Anita Pollack, politica australiana (Australia, n. 1946)

## Pugili(1)
- Anita Torti, pugile italiana (Sambava, n. 1976)

## Saltatrici con gli sci(1)
- Anita Wold, ex saltatrice con gli sci norvegese (Trondheim, n. 1956)

## Scacchiste(1)
- Anita Gara, scacchista ungherese (Budapest, n. 1983)

## Schermitrici(1)
- Anita Blaze, schermitrice francese (Les Abymes, n. 1991)

## Sciatrici alpine(4)
- Anita Braunegger, ex sciatrice alpina austriaca (n. 1965)
- Anita Gulli, sciatrice alpina italiana (Torino, n. 1998)
- Anita Olsson, ex sciatrice alpina svedese (n. 1940)
- Anita Wachter, ex sciatrice alpina austriaca (Bartholomäberg, n. 1967)

## Scrittrici(8)
- Anita Brookner, scrittrice, critica d'arte e saggista inglese (Londra, n. 1928 - † 2016)
- Anita Desai, scrittrice indiana (Mussoorie, n. 1937)
- Anita Fazzini, scrittrice e pittrice italiana (Domodossola, n. 1914 - Roma, † 1997)
- Anita Loos, scrittrice e sceneggiatrice statunitense (Mount Shasta, n. 1889 - New York, † 1981)
- Anita Nair, scrittrice indiana (Shoranur, n. 1976)
- Anita Pichler, scrittrice e traduttrice italiana (Merano, n. 1948 - Bolzano, † 1997)
- Anita Pittoni, scrittrice, editrice e pittrice italiana (Trieste, n. 1901 - Trieste, † 1982)
- Anita Raja, scrittrice, germanista e traduttrice italiana (Napoli, n. 1953)

## Scultrici(1)
- Anita Raffaella Cavalieri, scultrice e poetessa italiana (Ferrara, n. 1884 - Roma, † 1969)

## Socialite(1)
- Anita Stewart Morris, socialite statunitense (Newport - Newport, † 1977)

## Soprani(2)
- Anita Cerquetti, soprano italiano (Montecosaro, n. 1931 - Perugia, † 2014)
- Anita Välkki, soprano finlandese (Sääksmäki, n. 1926 - Helsinki, † 2011)

## Storiche(1)
- Anita Shapira, storica israeliana (Varsavia, n. 1940)

## Tenniste(2)
- Anita Lizana, tennista cilena (Santiago del Cile, n. 1915 - † 1994)
- Anita Wagner, tennista bosniaca (Tuzla, n. 1994)

## Traduttrici(1)
- Anita Rho, traduttrice, germanista e antifascista italiana (Venezia, n. 1906 - Pecetto Torinese, † 1980)

## Velociste(2)
- Anita Horvat, velocista slovena (Lubiana, n. 1996)
- Anita Pistone, ex velocista italiana (Catania, n. 1976)

## Violoncelliste(1)
- Anita Lasker-Wallfisch, violoncellista tedesca (Breslavia, n. 1925)